# Bruggen 2341-2344

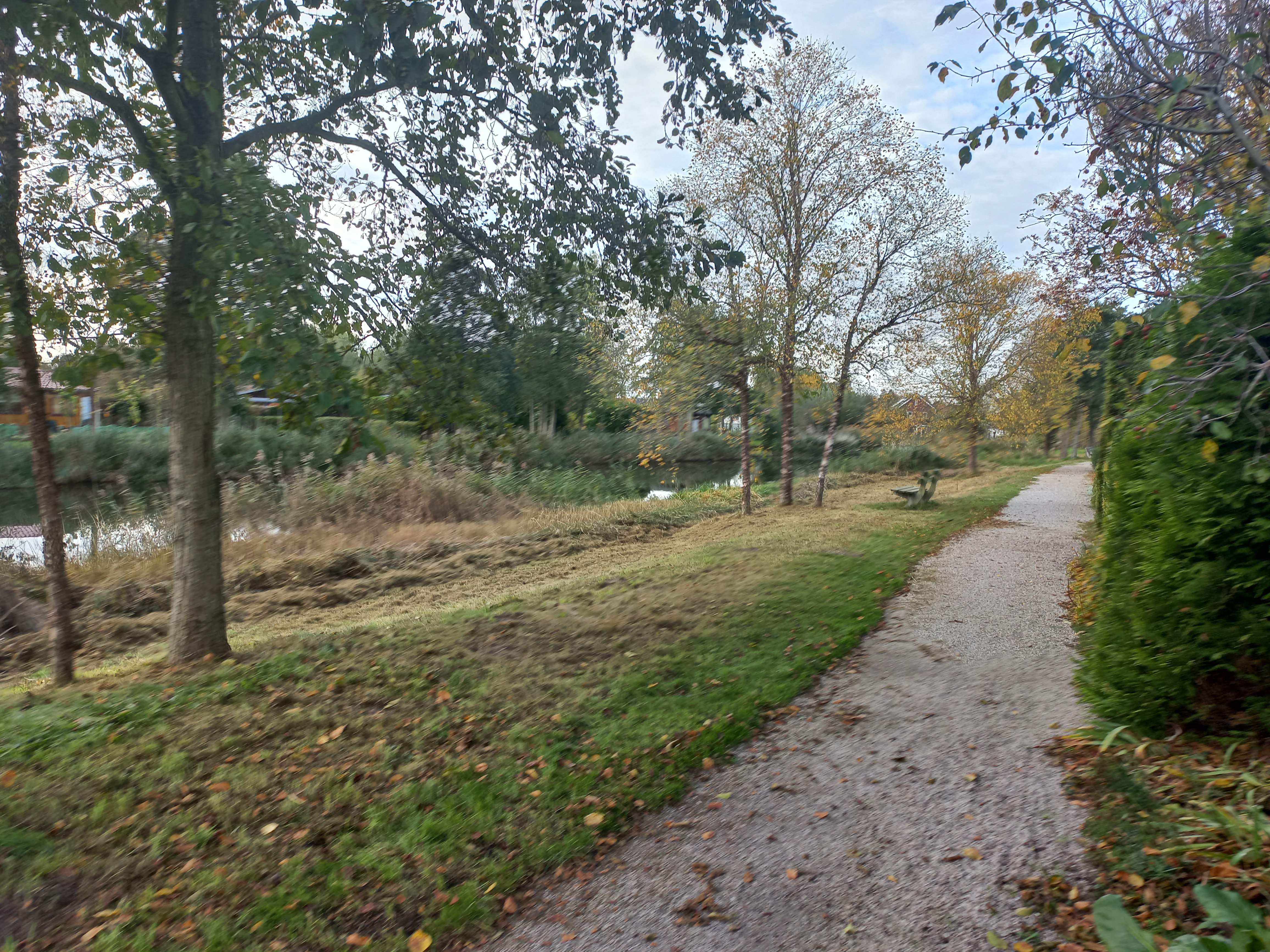
Volkstuinenpark De Bongerd (oktober 2022)

Bruggen 2341-2344 betreft een viertal bouwkundige kunstwerken in Amsterdam-Noord. De genoemde bruggen zijn voet- en fietsbruggen op Volkstuinenpark De Bongerd.

## Volkstuinenpark De Bongerd
Volgens het bord op de toegangspoort ontstond De Bongerd in 1924 (20 december 2024). Volkstuinen kwamen van de grond in de Eerste Wereldoorlog, toen ook in Nederland, alhoewel neutraal, voedselkrapte ontstond. Vooral bewoners van grote steden werd aangeraden zelf voedsel te produceren om in tijden van krapte beter te kunnen overleven. Het betekende in 1917 de oprichting van Bond van Volkstuinders en uiteindelijk De Bongerd in 1924. Al snel gold voor dit complex dat er vooral recreatief getuinierd en geteeld kon worden. Die versie van De Bongerd lag ver uit de stad in een strook ten zuiden van Tuindorp Oostzaan en ten noorden van de Cornelis Douwesweg. Toen dat ver uit de stad gelegen tuindorp op 14 januari 1960 overstroomde kwam ook het volkstuincomplex onder water te staan. Nadat het water was weggestroomd en gemalen volgde nieuwe tegenslag. De genoemde strook was aangewezen voor de bouw van de caissons voor de Coentunnel. Er moest verhuisd worden. Het nieuwe complex kwam te liggen in een kromming van Zijkanaal I; het complex werd bereikbaar gemaakt via de Werktuigstraat.
In de 21e eeuw was het terrein noodzakelijk voor de bouw van een nieuwe wijk, die later vernoemd zou worden naar het complex; de wijk heet de Bongerd. Ook de Bongerdbrug verwijst nog naar de volkstuinen. In de jaren nul van de 21e eeuw verhuisde het complex naar de Kadoelen, alwaar een aantal tot dan toe agrarisch ingerichte percelen gereed werd gemaakt voor volkstuinen. Het terrein was al in de jaren negentig bereikbaar gemaakt door het doortrekken van de IJdoornlaan tot aan Rijksweg 10.

## Bruggen 2341-2344
Vanwege de structuur liepen er allerlei sloten en waterwegen door het complex waarvoor bruggetjes aangelegd moesten worden. Er liggen verschillende typen bruggen:
- brug 2344; een stenen dan wel betonnen brug die tevens de toegangspoort draagt; de brug is geschikt voor allerlei vervoersmiddelen, want ook nooddiensten moeten het terrein op kunnen;
- Brug 2343; een houten voet- en fietsbrug op brugpijlers met jukken, houten liggers, leuningen en balustraden; gelegen ten westen van het centrale gebouw; ze ligt over de Hemmesloot; tevens toegankelijk voor dienstkarretjes
- brug 2342: idem, maar dan ten oosten van het gebouw, ook over de Hemmesloot
- brug 2341; genummerd vlonderbruggetje bestaande uit houten liggers, houten planken en roestvast stalen balustraden;
- meer dan tien vlonderbruggetjes zonder Amsterdam brugnummer, model van 2341.

## Afbeeldingen

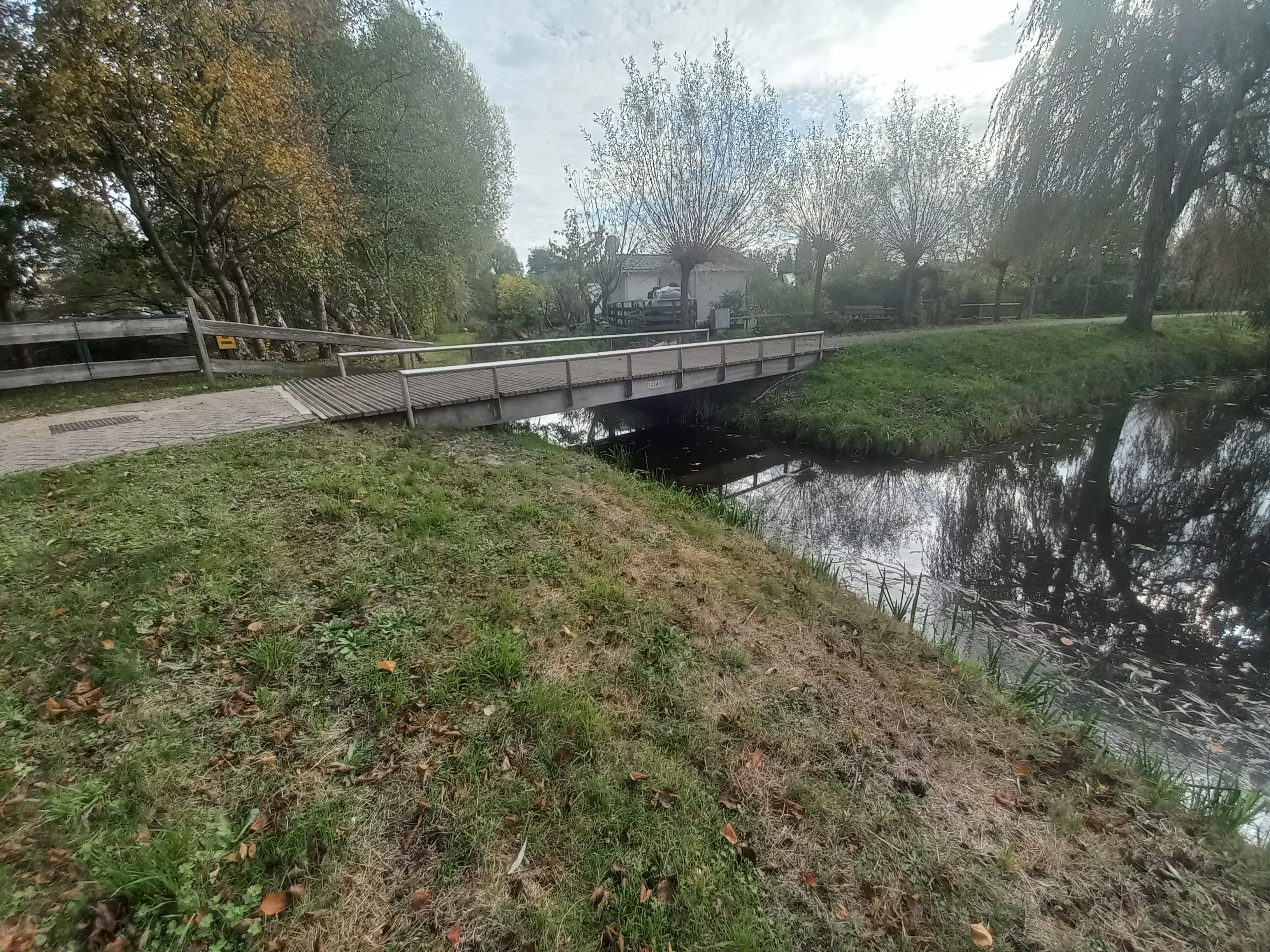
Zijaanzicht brug 2341 (oktober 2022)
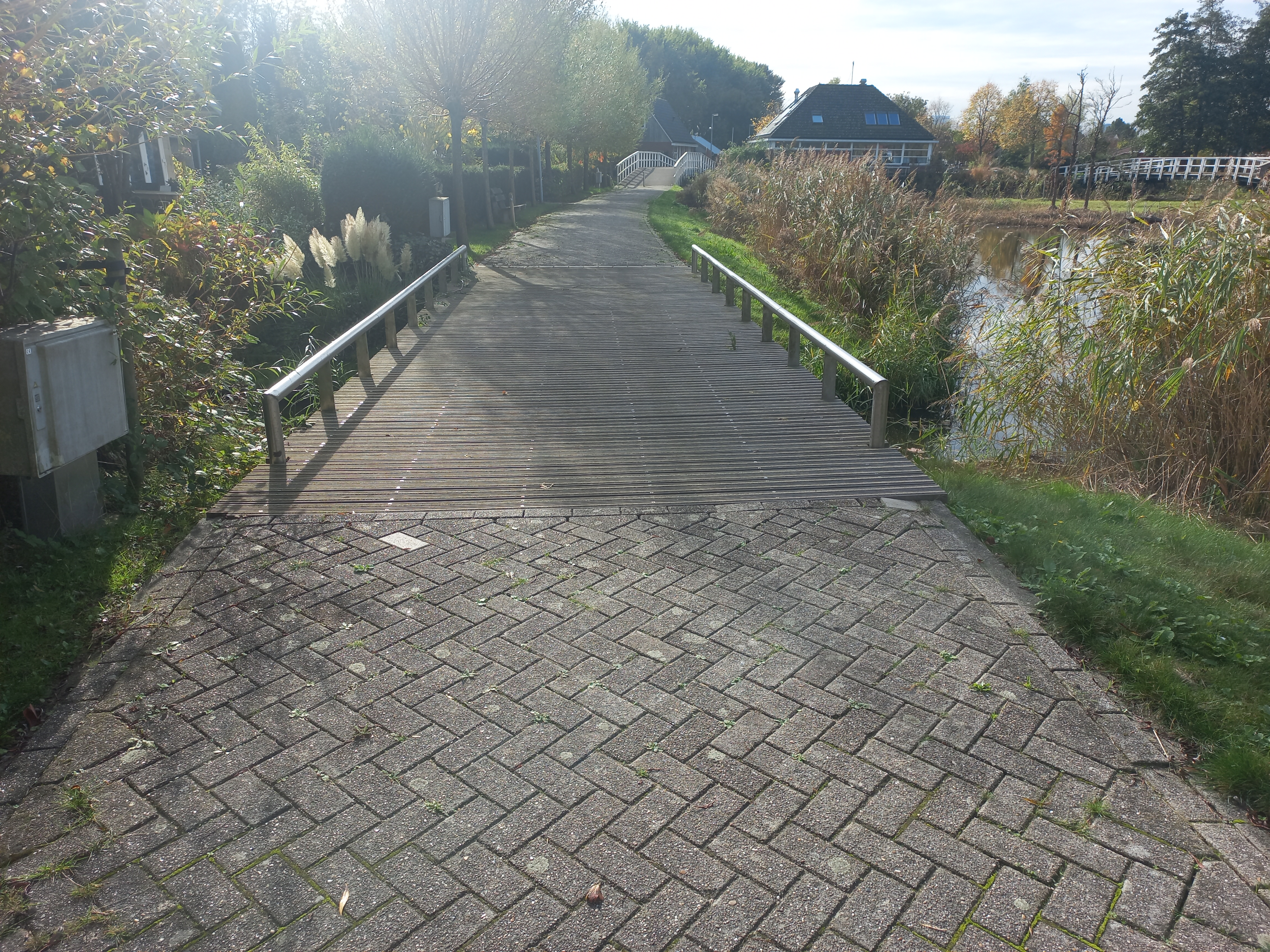
Ongenummerde brug (oktober 2023)
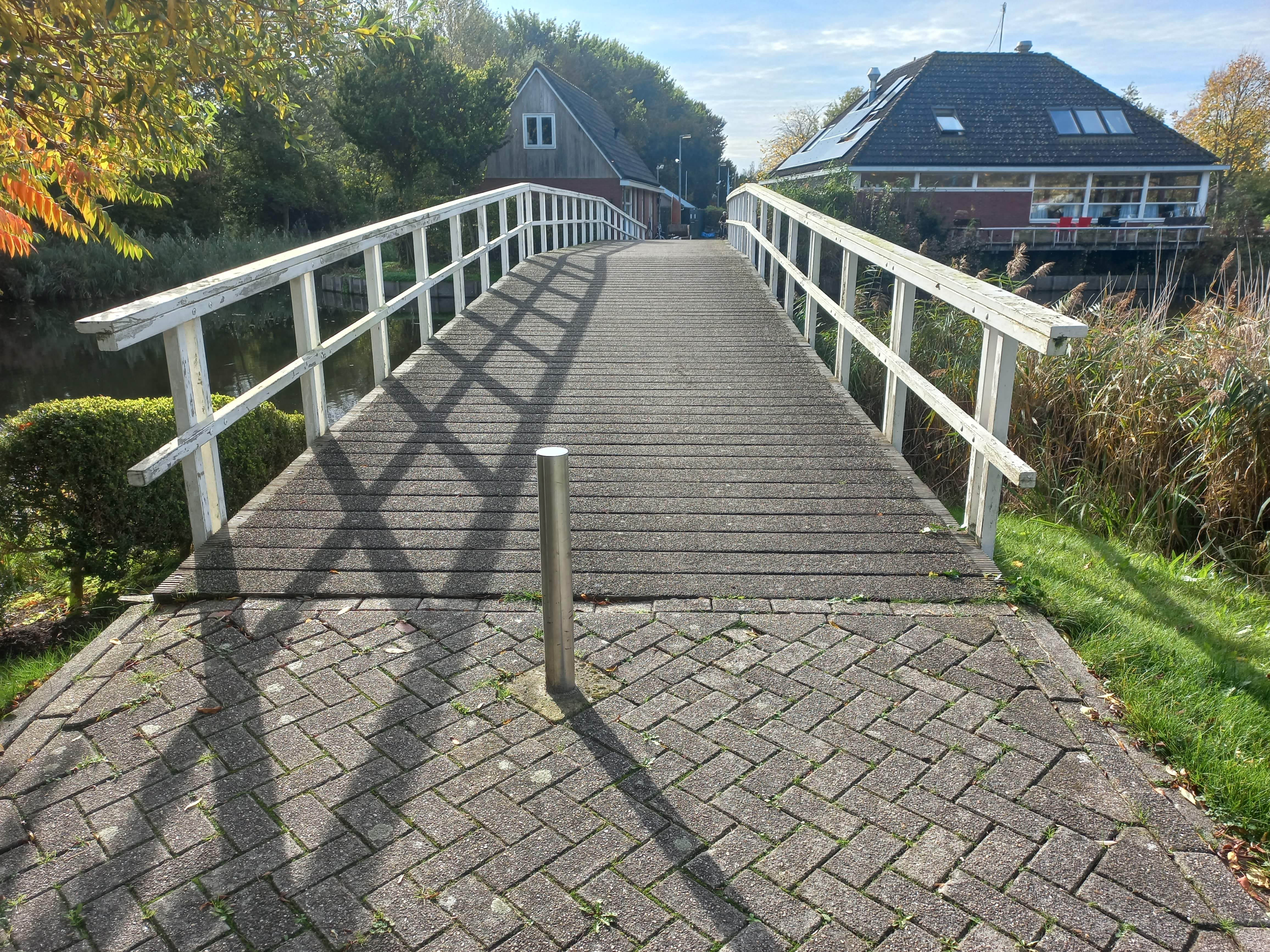
Brug 2342 met rechts verenigingsgebouw (oktober 2022)
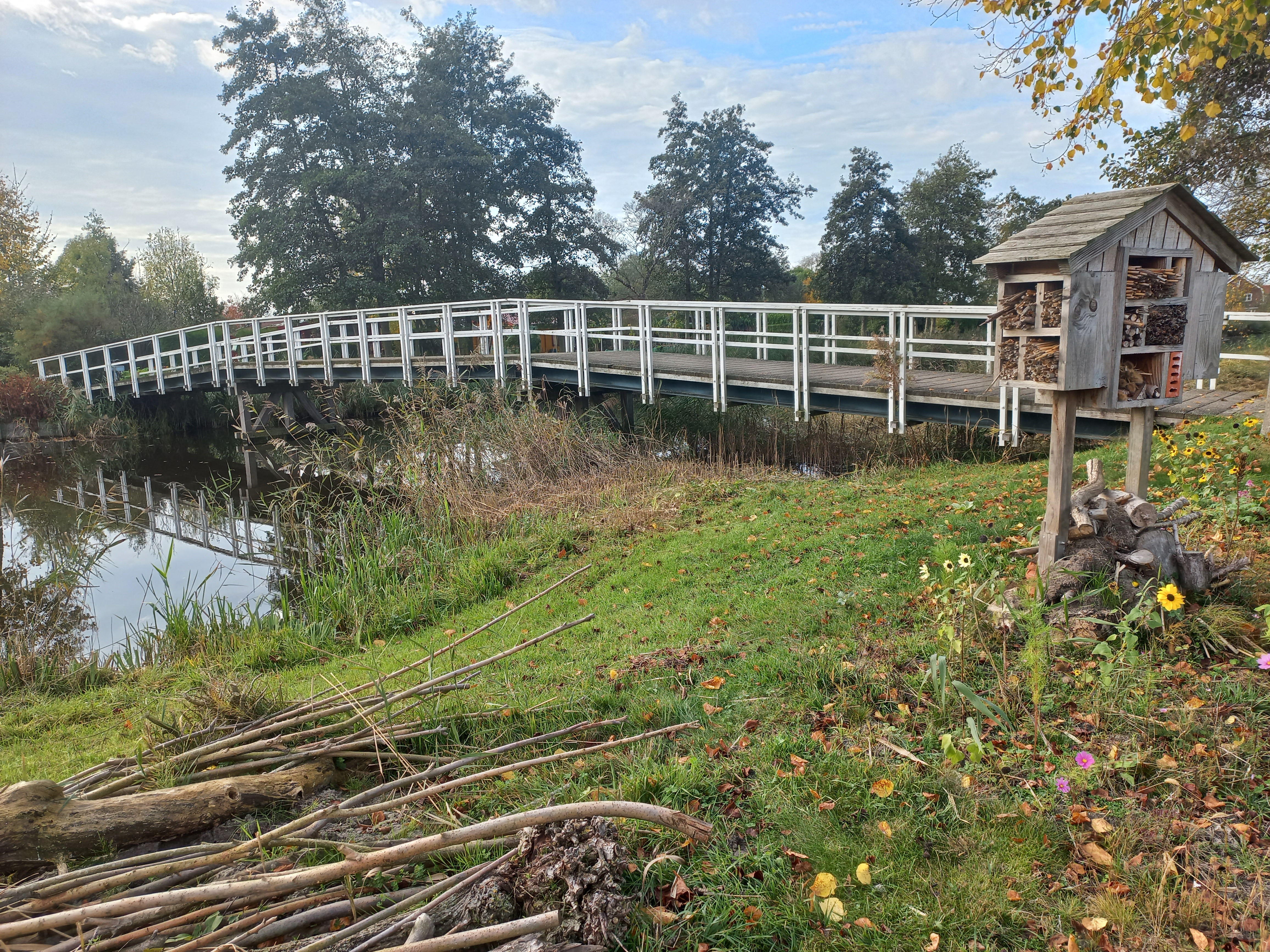
Brug 2343 met insectenhotel (oktober 2022)
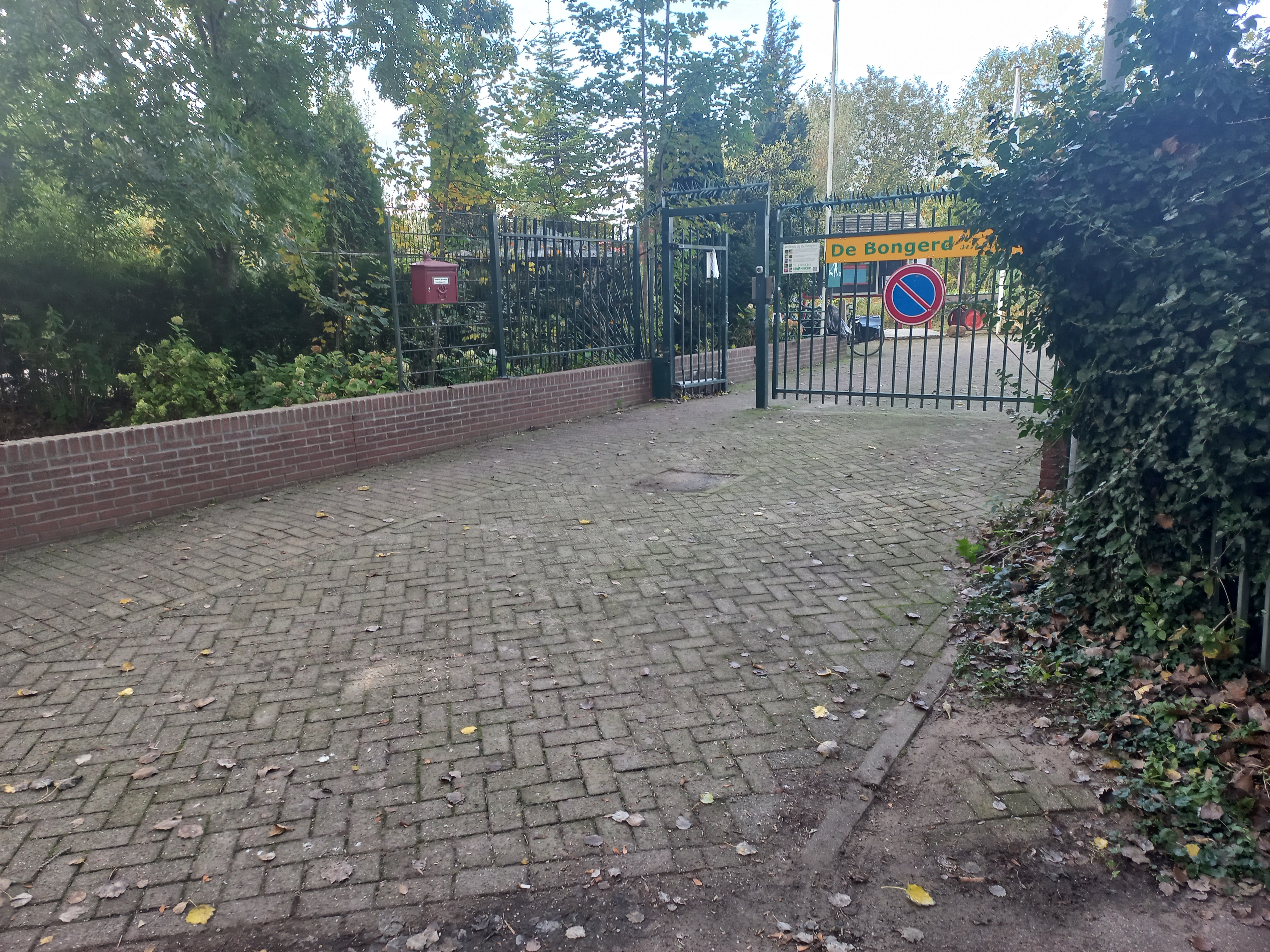
Brug 2344 met toegang (oktober 2023)